# Glen Salmon
Glen George Salmon (Salisbury, 24 de dezembro de 1977) é um ex-futebolista profissional sul-africano que atuava como atacante.

## Carreira
Glen Salmon se profissionalizou no Supersport United.

## Seleção
Glen Salmon integrou a Seleção Sul-Africana de Futebol na Copa das Nações Africanas de 2000.

## Títulos
África do Sul
- Copa das Nações Africanas de 2000: 3º Lugar